# Cupania grandiflora
Cupania grandiflora là một loài thực vật có hoa trong họ Bồ hòn. Loài này được J.F.Morales mô tả khoa học đầu tiên năm 2002.